# Acladocera hispaniolae
Acladocera hispaniolae är en skalbaggsart som beskrevs av Wittmer 1981. Acladocera hispaniolae ingår i släktet Acladocera och familjen Phengodidae. Inga underarter finns listade i Catalogue of Life.